# رتبه‌بندی اعتباری پنگیوان
رتبه‌بندی اعتباری پنگیوان (به چینی: 大公国际资信评估有限公司؛ پینیین: Dàgōng Guójì Zīxìn Pínggū Yǒuxiàn Gōngsī) و (انگلیسی: Dagong Global Credit Rating) یک آژانس رتبه‌بندی اعتباری دولتی در چین است.

## تاریخچه
این شرکت در سال ۱۹۹۴ و پس از تأیید بانک خلق چین و بخش اقتصادی و بازرگانی دولتی جمهوری خلق چین تأسیس شد. در ماه مه ۲۰۰۹، توافقنامه همکاری متقابل با خبرگزاری شین هوا امضا شد که به عنوان «ترویج یک سیستم رتبه‌بندی اعتباری ملی» گزارش شد.
بنا بر اظهار پنگیوان، این شرکت از «ماتریالیسم دیالکتیکی» به عنوان بخشی از رویکرد ارزیابی خود استفاده کرده‌است.
در ژوئن ۲۰۱۳، رتبه‌بندی اعتباری داگونگ اروپا به‌عنوان آژانس رتبه‌بندی اعتباری به ثبت رسید و از سازمان بازارهای اوراق بهادار و بازار اروپا مجوز دریافت کرد. در همان سال، توسط کمیته مشترک سه مقام نظارتی اروپایی: (EBA سازمان بانکداری اروپا، ESMA سازمان بورس و اوراق بهادار اروپا و EIOPA سازمان بیمه و بازنشستگی شغلی اروپا) به عنوان مؤسسه ارزیابی اعتبار خارجی فعال در اتحادیه اروپا شناخته شد.تا فوریه ۲۰۱۴ توسط مائورو آلفونسو رهبری می‌شد.
در سال ۲۰۱۸، عملیات داگونگ به دلیل اتهامات فساد مالی و کاهش رتبه‌بندی در ازای دریافت هزینه به حالت تعلیق درآمد.
در سال ۲۰۱۹، داگونگ با «شرکت هولدینگ اصلاحات چین» ملی اعلام شد و ۵۸٪ از سهام را به عنوان بخشی از فرایند اصلاح به دست آورد.